# Megandiperla
Megandiperla is een geslacht van steenvliegen uit de familie Gripopterygidae. De wetenschappelijke naam van het geslacht is voor het eerst geldig gepubliceerd in 1960 door Illies.

## Soorten
Megandiperla omvat de volgende soorten:
- Megandiperla kuscheli Illies, 1960